# Hotnja
Hotnja is een plaats in de gemeente Pokupsko in de Kroatische provincie Zagreb. De plaats telt 252 inwoners (2001).